# Hermínia Mas Marssenyac
Hermínia Mas Marssenyac (Casserres, 3 d'agost de 1960) és una escriptora catalana.

## Biografia
És llicenciada en filologia catalana i es va especialitzar en l'autoaprenentatge i ensenyament del català com a llengua estrangera. Actualment treballa com a catedràtica d'Escola Oficial d'Idiomes. En els seus inicis va començar escrivint poesia i des del 1988 fins a l'actualitat segueix publicant llibres de poemes. Cap als anys noranta va començar a escriure contes per al diari Avui, on de seguida van tenir una gran acceptació per part dels lectors. Aquests petits contes els va publicar en forma de llibre sota el títol El secret de la persiana. Veient l'èxit dels seus contes va començar a escriure novel·les per a infants.
Durant alguns anys ha viscut a Barcelona. Però actualment, resideix a la Garriga amb el seu marit i els seus dos fills.

## Premis literaris i reconeixements
Poesia
- Amadeu Oller de poesia, 1983: Retalls de foc
- Caterina Albert i Paradís, 1993: El vent de les andanes
- Premis Literaris de Girona-Miquel de Palol de poesia, 1995: La cala del desig
- Tardor de Poesia, 2003: La pell del pensament
- Finalista dels Amadeu Oller, Vicent Andrés Estellés i Carles Riba. Els seus poemes han estat seleccionats a diferents antologies i revistes com Dels trobadors als nostres dies, Contemporànies, De mar a mar. Antologia de poetes catalans i portuguesos, Reduccions i Gest.[1]

Narrativa
- Ciutat d'Olot de contes infantils, 1993: L'arpa de les mil cordes
- Premi Josep M. Folch i Torres, 1999: Ulldevellut, escrita amb Josep-Francesc Delgado
- Ha quedat finalista del Vaixell de Vapor amb Idriss, la noia del fil de seda, i del premi Edebé de literatura infantil amb;E-mail de Buenos Aires.

## Obres publicades
Investigació i divulgació
- De la paraula al text. Barcelona: Fausí, 1992

Narrativa
- L'arpa de les mil cordes. Barcelona: Pirene, 1993 [Infantil]
- El secret de la persiana. Barcelona: Baula, 1997
- La bruixa que no sabia riure. Barcelona: Edebé, 1997 [Infantil]
- La girafa del coll curt. Barcelona: Baula, 2000
- M'agraden els trens.. Barcelona: La Galera, 2001.
- Ulldevellut.; Barcelona: La Galera, 2002.
- E-mail de Buenos Aires.; Barcelona: Edebé, 2003
- L'arpa de les mil cordes.; Barcelona: Alfaguara, 2006.
- Idriss, la noia del fil de seda.; La Garriga: Edicions del Roure de Can Roca, 2007.
- Estimat, t'he de deixar. La Garriga: Ed. del roure de can roca, 2010
- El dia que van abaixar els sous.; La Garriga: Roure de Can Roca, 2013.
- El dinosaure i la sequoia.; La Garriga: Roure de Can Roca, 2013. (Il·lustr. Francesc Rovira)

Novel·la
- Idriss, la noia del fil de seda. Barcelona: Cruïlla, 1991 [Juvenil]

Poesia
- Amb ungles lleus li esquinça.... València: Eliseu Climent / 3i4, 1988
- El vent de les andanes. Barcelona: Institut Català de la Dona, 1994
- Apaga el llum... Plecs, Infografia Selecta, 1995.
- La pell del pensament. Alacant: Aguaclara, 2004